# Fútbol Americano de México
La Liga Fútbol Americano de México (FAM) es una competencia Profesional de fútbol americano fundada en el año 2018, y que tuvo su temporada inaugural en el 2019. En su temporada inaugural la FAM estaba conformada por cinco equipos. Actualmente la liga está conformada por siete equipos en las ciudades de Cancún, Chihuahua, Ciudad Juárez, Ciudad de México, Monterrey, Naucalpan, Querétaro, San José del Cabo y Zapopan.
Siendo fundada inicialmente como Liga de Football Pro (LFP), la liga cambió su nombre al actual debido a que se confundía con la organización española de fútbol asociación Liga de Fútbol Profesional (también conocida por las siglas "LFP"). La competencia tiene su temporada regular de febrero a abril con el desarrollo de la postemporada en mayo, y juega con una mezcla de reglas profesionales de la National Football League durante el tiempo normal de partido (4 cuartos de 15 minutos) y reglas del fútbol americano colegial si se llega a tiempo extra.
La FAM es considerada como rival de la Liga LFA (fundada en 2016), estas son dos de las tres ligas Semi-profesionales de este deporte que existen en México, y compiten por espacios de televisión, jugadores, entrenadores y en general por el mismo segmento de mercado.

## Historia
La Liga Football Americano de México (FAM) se fundó el 7 de agosto de 2018 como Liga de Football Pro (LFP). Su intención fue generar competencia directa a la Liga de Fútbol Americano Profesional (LFA) -que lleva operando desde 2016, y que fue fundada por el mismo inversionista-, debido a que la LFA tiene problemas de capitalización, y se considera que podría no ser viable a mediano plazo bajo su actual modelo de negocios.
No obstante lo anterior, la FAM se ha acercado a la LFA para jugar un Tazón entre los campeones de ambas competencias, pero hasta ahora la LFA no ha concretado ningún acuerdo. Incluso el Comisionado de la FAM ha sugerido que en un futuro las dos ligas deberían fusionarse, tal como en su momento ocurrió entre la National Football League y la American Football League para comenzar la disputa del Super Bowl estadounidense.
La liga tuvo su primera temporada en 2019, con los equipos de Bulldogs de Naucalpan, Centauros de Ciudad Juárez, Pioneros de Querétaro, Tequileros de Jalisco y Titanes de la Ciudad de México resultando campeón Pioneros quienes se llevaron el Balón de Plata, al ganar en la final a los Centauros.
En la temporada 2020 se sumaron Caudillos de Chihuahua primer equipo en expansión junto con los Rojos de Lindavista y los Marlins de Los Cabos mientras que se retiraron los Pioneros que pasaron a competir en la Liga de Fútbol Americano Profesional de México y los Titanes que desparecieron como equipo. La temporada tuvo que ser cancelada debido a la Pandemia de COVID-19 en México sin un campeón.
Para la temporada 2021 regresaron los Pioneros de Querétaro y se sumaron los equipos de los Rarámuris de Ciudad Juárez y los Tiburones de Cancún mientras que fue desafiliado el equipo de Centauros de Ciudad Juárez. pero al continuar la pandemia la liga no reanudo operaciones tras algunos infructosos intentos modoficando fechas y calendario.
Para la temporada 2022 la liga se expande a 9 equipos con una franquicia en la Ciudad de Monterrey

## Estructura corporativa
El fundador de la FAM busca que a diferencia de la LFA, haya una mayor viabilidad financiera a corto plazo. La estrategia de crecimiento y consolidación de la FAM consiste en ofrecer mayor seguridad jurídica y financiera a los franquiciatarios, ya que su inversión inicial les da la propiedad de los equipos, lo cual les permite captar directamente los recursos de patrocinios, boletaje y venta de mercancías, ofreciéndoles una mayor tasa de retorno de la inversión. En comparación, los franquiciatarios de la LFA deben invertir durante 5 años para poder empezar a recuperar su dinero.
Otra estrategia de la FAM consiste en proporcionales a los jugadores y entrenadores mayor seguridad laboral y salarial, debido a que en la LFA en las primeras temporadas hubo ocasiones en que no se pagó a los jugadores a tiempo o se les pagó con boletos para sus propios juegos, objetivo que no lograron en su primera temporada, reportándose a deudos con varios jugadores y coaches, teniendo en cuenta que estas dos primeras temporadas el fundador de la LFA es el mismo fundador de la FAM, recordando también que en su primer temporada los Marlins tuvieron adeudos con sus proveedores.
En cuanto al plano deportivo, la FAM planea llevar el fútbol americano incluso a plazas donde este deporte no tiene programas universitarios, pero tiene gran potencial de crecimiento, para de esa manera acercar este deporte a más público, especialmente público joven y adolescentes, los equipos de la FAM eventualmente tendrán escuelas en las que desarrollaran a niños y jóvenes desde categorías inferiores que serán los semilleros para nuevos talentos de equipos universitarios y profesionales.
La FAM mantiene bajas relaciones públicas, su información no fluye oportunamente. Como ejemplo, aunque desde agosto de 2018 se anunció el inicio de temporada en febrero del 2019, fue hasta el mes de diciembre de 2018 cuando se conoció que  equipos participarían, sin previos comunicados de prensa.
No obstante, La FAM cuenta con gran apoyo del público, especialmente en el Norte del país, su grado de confianza hace que se cuente con apoyo de Patrocinadores e Instituciones, así como de empresarios para la creación de nuevas franquicias como Caudillos, Marlins y Tiburones, que como los demás equipos, esperan ya el final de la pandemia para dar la patada de inicio de la Temporada 2021

## Equipos
La FAM cuenta actualmente con 8 equipos.
| Equipo              | Ciudad                                 | Entrenador en jefe  | Estadio                               | Capacidad |
| ------------------- | -------------------------------------- | ------------------- | ------------------------------------- | --------- |
| Bulldogs            | Naucalpan, Estado de México            | Juan Garrido        | Estadio Redskins del Estado de México | 3,000     |
| Caudillos           | Chihuahua, Chihuahua                   | Mauricio Balderrama | Estadio Olímpico Universitario        | 22,000    |
| Marlins             | San José del Cabo, Baja California Sur | César Martínez      | Estadio Complejo Deportivo Don Koll   | 4,000     |
| Rarámuris           | Ciudad Juárez, Chihuahua               | Gabriel Levy        | Estadio Chucus Olascoaga              | 5,000     |
| Rojos de Lindavista | Gustavo A. Madero, Ciudad de México    | Hugo Ibarra         | Deportivo SME                         | 1,000     |
| Tequileros          | Zapopan, Jalisco                       | Francisco Vázquez   | Estadio Tres de Marzo                 | 18,750    |
| Pioneros            | Querétaro, Querétaro                   | Coach               | Estadio"La Piramide"                  | 00,000    |
| Tiburones           | Cancún, Quintana Roo                   | Roberto Silva       | Estadio Cancún 86                     | 6,390     |

## Sistema de competencia

### Reglas de juego
La competencia se juega con las reglas de la National Football League (NFL), salvo algunas excepciones en las que se aplican reglas de la NCAA, la Alliance of American Football, u otras desarrolladas de manera interna.

### Tope salarial
El tope salarial para los equipos de la FAM es de $1,300,000 MXN (aproximadamente $66,000 USD) para toda la temporada. Los jugadores reciben un salario meramente simbólico.

## Formato de temporada

### Temporada regular
La temporada regular se juega de febrero a abril, cada equipo enfrenta una vez a cada uno de los otros equipos, excepto contra un equipo de la región el cual se deberán enfrentar 2 veces. uno como local y otro como visitante. Los equipos tienen una semanas bye durante la temporada, y juegan un total de 6 partidos.

### Postemporada
A principios de mayo, luego de la temporada regular, los cuatro equipos mejor clasificados se enfrentan en dos semifinales y posteriormente los ganadores se enfrentan el juego de campeonato, en la sede del mejor clasificado que llegó a la final.